# Woods Cross
Woods Cross és una població dels Estats Units a l'estat de Utah. Segons el cens del 2000 tenia 6.419 habitants.

## Demografia
Segons el cens del 2000, Woods Cross tenia 6.419 habitants, 1.936 habitatges, i 1.589 famílies. La densitat de població era de 688,4 habitants per km².
Dels 1.936 habitatges en un 52,4% hi vivien nens de menys de 18 anys, en un 67,4% hi vivien parelles casades, en un 10,4% dones solteres, i en un 17,9% no eren unitats familiars. En el 13,3% dels habitatges hi vivien persones soles el 2,6% de les quals corresponia a persones de 65 anys o més que vivien soles. El nombre mitjà de persones vivint en cada habitatge era de 3,32 i el nombre mitjà de persones que vivien en cada família era de 3,69.
Per edats la població es repartia de la següent manera: un 36% tenia menys de 18 anys, un 13% entre 18 i 24, un 31,6% entre 25 i 44, un 15,7% de 45 a 60 i un 3,7% 65 anys o més.
L'edat mediana era de 26 anys. Per cada 100 dones de 18 o més anys hi havia 100,8 homes.
La renda mediana per habitatge era de 46.271 $ i la renda mediana per família de 51.778 $. Els homes tenien una renda mediana de 35.958 $ mentre que les dones 22.917 $. La renda per capita de la població era de 16.508 $. Entorn del 4% de les famílies i el 4,7% de la població estaven per davall del llindar de pobresa.

## Poblacions més properes
El següent diagrama mostra les poblacions més properes.